# Rolf Kanies
Rolf Kanies (né le 21 décembre 1957 à Bielefeld) est un acteur allemand.

## Biographie
Après une formation à la Westfälische Schauspielschule Bochum puis à l'université des arts de Berlin, il se met au théâtre jouant des rôles tels que Hamlet, Faust, Macbeth, Oreste, Roméo, etc. Sa performance sur scène lui vaut le prix du meilleur acteur de Rhénanie du Nord-Westphalie en 1994.
Depuis la fin des années 1990, il joue des rôles dans des téléfilms. Dunkle Tage (1998) de Margarethe von Trotta est le premier film dans lequel il joue. Il décroche plusieurs rôles dans des épisodes de la série Tatort. La reconnaissance internationale lui vaut le rôle principal de la série canado-américaine Lexx. Il interprète Adolf Hitler en 2002 dans le film américain Joe & Max (réalisé par Steve James) au côté de Til Schweiger.
Il joue également dans La Belle et le Pirate, et obtient le rôle principal dans Himmel über Australien. En 2008, il joue, entre autres, dans Le Code de la Bible et dans La Vague de chaleur. Il est le père de Daniel (interprété par Daniel Brühl) dans Nichts bereuen (de) (Repentir[réf. nécessaire]). Il est surtout connu pour avoir joué le rôle du général d’infanterie Hans Krebs dans le film La Chute.

## Filmographie

### Cinéma
- 2001 : No Regrets
- 2002 : Joe & Max (Adolf Hitler)
- 2003 : Falling Grace
- 2004 : La Chute : General der Infanterie Hans Krebs
- 2006 : Das Konklave
- 2008 : 10 Sekunden
- 2008 : The Lord of Edessa
- 2008 : Une femme à Berlin : Friedrich Hoch
- 2009 : La Comtesse
- 2009 : Blissestrasse
- 2010 : Tage die bleiben
- 2010 : Enfant prodige
- 2012 : Rommel, le guerrier d'Hitler : colonel Eberhard Finckh
- 2014 : Bleu Saphir (Saphirblau) de Felix Fuchssteiner
- 2015 : Agent 47 d'Aleksander Bach : le Dr Delriego
- 2017 : Le Jeune Karl Marx de Raoul Peck
- 2018 : La Révolution Silencieuse : Wardetzki

## Télévision
| - 1999 : Die Todesfahrt der MS-Sea Star - 1999 : Dunkle Tage - 2000 : Der Mörder in Dir - 2001 : Verliebte Jungs - 2001 : Wilsberg und der Mord ohne Leiche - 2002 : Die Nacht, in der ganz ehrlich niemand Sex hatte - 2002 : Inspektor Ringo Rolle - Top oder Flop - 2002 : Joe and Max : Adolf Hitler - 2002 : Lexx : Reginald J. Priest - 2003 : Der Fussfesselmörder - 2003 : Novaks Ultimatum - 2003 : Tatort - Atlantis - 2004 : München 7 - 2004 : Eva Blond - Der Zwerg im Schliessfach - 2004 : Rex, chien flic (Kommissar Rex) : "Nachts im Spital" : Dr. Ballak - 2005 : Eine Liebe in Saigon - 2005 : Mutter aus heiterem Himmel - 2005 : Tatort - Im Alleingang - 2005 : Heimliche Liebe - Der Schüler und die Postbotin - 2006 : Tatort - Der Lippenstiftmörder - 2006 : Himmel über Australien - 2006 : La Belle et le Pirate (Störtebeker) | - 2006 : Au cœur de la tempête (Die Sturmflut) - 2007 : Polizeiruf 110 - Tod in der Bank - 2007 : Liebe auf Kredit - 2007 : Berlin Brigade Criminelle - Verwirrungen - 2007 : Der geheimnisvolle Schatz von Troja - 2008 : Das Geheimnis im Wald - 2008 : Die Hitzewelle - 2008 : Der Bibelcode - 2008 : L'Île des abeilles tueuses (Die Bienen – Tödliche Bedrohung) - 2008 : Die Patin - 2009 : Auftrag in Afrika - 2009 : Eine Liebe in St. Petersburg - 2009 : Das Paradies am Ende der Welt - 2009 : Mein Leben – Marcel Reich-Ranicki - 2009 : Mein Flaschengeist und ich - 2009 : Die kluge Bauerntochter - 2009 : Der grosse Stromausfall - 2010 : Niemand ist eine Insel - 2010 : Alpha 0.7 -Der Feind in dir - 2010 : Das Familiengeheimnis - 2010 : Une ville dans le noir (380.000 Volt – Der große Stromausfall) - 2012 : Un cas pour deux - Faussaires (saison 31, épisode 11) : Ulrich von Steeg |

## Théâtre
- 1979 : Schauspielhaus Bochum
- 1981 : Schauspielhaus Bochum
- 1981 : Hebbeltheater Berlin
- 1982–1986 : Schauspielhaus Graz
- 1991 : Schauspielhaus Bochum
- 1996–1997 : Staatstheater Kassel
- 1997 : RLT Neuss
- 1998 : OD-Theater Basel "Don Carlos"
- 1998 : Kunstfest Weimar "Sturm und Drang"
- 1999 : Garsington Opera Festival "Entführung aus dem Serail"
- 2000 : Schauspiel Berlin "Warten auf Godot"